# Коронарное кровообращение
Корона́рное кровообраще́ние, или венечное кровообращение (лат. circulatio coronaria; от лат. coronarius — «венечный», от лат. corona — «венок, венец») — циркуляция крови по кровеносным сосудам миокарда. Сосуды, которые доставляют к миокарду насыщенную кислородом (артериальную) кровь, называются коронарными артериями. Сосуды, по которым от сердечной мышцы оттекает деоксигенированная (венозная) кровь, называются коронарными венами.
Коронарные артерии, располагающиеся на поверхности сердца, называются эпикардиальными. Эти артерии в норме способны к саморегуляции, обеспечивающей поддержание коронарного кровотока на уровне, соответствующем потребностям миокарда. Эти сравнительно узкие артерии обычно поражаются атеросклерозом и подвержены стенозу с развитием коронарной недостаточности. Коронарные артерии, располагающиеся глубоко в миокарде, называются субэндокардиальными.
Коронарные артерии относятся к «конечному кровотоку», являясь единственным источником кровоснабжения миокарда: избыточный кровоток крайне незначителен, в связи с чем стеноз этих сосудов может быть столь критичным.

## Анатомия коронарных артерий
Анатомия кровоснабжения миокарда индивидуальна для каждого человека. Полная оценка анатомии коронарных артерий возможна лишь посредством коронарографии или коронарной КТ-ангиографии.
Различают два основных ствола коронарного кровоснабжения — правую (англ. RCA) и левую (англ. LCA) венечные (коронарные) артерии. Обе этих артерии отходят от начального отдела (корня) аорты, непосредственно над аортальным клапаном. Левая коронарная артерия исходит из левого аортального синуса, правая — из правого.
Правая коронарная артерия является источником кровоснабжения большей части правого желудочка сердца, части сердечной перегородки и задней стенки левого желудочка сердца. Остальные отделы сердца снабжаются левой коронарной артерией.
Левая коронарная артерия разделяется на две или три, реже — четыре артерии, из которых наиболее клинически значимыми являются передняя нисходящая и огибающая ветви. Передняя нисходящая ветвь является непосредственным продолжением левой коронарной артерии и спускается к верхушке сердца. Огибающая ветвь отходит от левой коронарной артерии в её начале приблизительно под прямым углом, огибает сердце спереди назад, иногда достигая по задней стенке межжелудочковой борозды.

### Варианты
В 4 % случаев имеется третья, задняя коронарная артерия. В редких случаях наблюдается единственная коронарная артерия, огибающая корень аорты.
Иногда отмечается удвоение коронарных артерий (коронарная артерия замещается двумя артериями, располагающимися параллельно друг другу).

### Доминантность
Артерия, отдающая заднюю нисходящую артерию (англ. PDA, задняя межжелудочковая артерия), определяет доминантность кровоснабжения миокарда.
- Если задняя нисходящая артерия отходит от правой коронарной артерии, говорится о правом типе доминантности кровоснабжения миокарда.
- Если задняя нисходящая артерия отходит от огибающей артерии (англ. LCX, ветви левой коронарной артерии), говорится о левом типе доминантности кровоснабжения миокарда.
- Ситуация кровоснабжения задней нисходящей артерии и правой, и огибающей коронарными артериями называется содоминантным кровоснабжением миокарда.

Приблизительно в 70 % случаев наблюдается правый тип доминантности, 20 % — содоминантность, 10 % — левый тип доминантности.
Доминантность отражает источник кровоснабжения артерии, питающей предсердно-желудочковый узел.

## Физиология коронарного кровотока
Сердечный кровоток в состоянии покоя составляет 0,8 — 0,9 мл/г в мин (4 % общего сердечного выброса). При максимальной нагрузке коронарный кровоток может возрастать в 4 — 5 раз. Скорость коронарного кровотока определяется давлением в аорте, частотой сердечных сокращений, вегетативной иннервацией и, в наибольшей степени, метаболическими факторами.

## Венозный отток
От миокарда кровь оттекает преимущественно (2/3 коронарной крови) в три вены сердца: большую, среднюю и малую. Сливаясь, они образуют венечный синус, открывающийся в правое предсердие. Остальная кровь оттекает по передним сердечным венам и тебезиевым венам.